# لبنان (اورگن)
لبنان (به انگلیسی: Lebanon) شهری در شهرستان لین ایالت اورگن است و در سرشماری سال ۲۰۱۱ میلادی، ۱۵٬۵۱۸ نفر جمعیت داشته که نسبت به سال ۲۰۱۰، ۰٫۳ درصد رشد جمعیت داشته‌است.

## موقعیت جغرافیایی
موقعیت جغرافیایی شهرها و مناطق اطراف به شرح زیر است: